# É
É, é (e con acento agudo) es una letra del alfabeto latino. Se encuentra en los idiomas afrikáans, casubio, catalán, checo, danés, emiliano-romañol, eslovaco, español, francés, galés, gallego, húngaro, irlandés, islandés, italiano, luxemburgués, noruego, occitano, portugués, sueco y vietnamita como una variante de la letra e. En inglés, puede ser observado como ayuda de pronunciación y en préstamos lingüísticos (résúmé del Francés) o romanizaciones (por ejemplo Pokémon del japonés). También se emplea en el neerlandés  y en el navajo.

## En diversos idiomas

### Checo y eslovaco
É es la novena letra de los alfabetos Checo y Eslovaco y se representan /é/.

### Chino
Se escribe en la romanización pinyin : « é » es la tonalidad ascendente o creciente ‹ é › se representa fonéticamente como /ɛ˧˥/.

### Idiomas escandinavos
En danés, noruego y sueco, la letra "e" se usa para indicar que una sílaba que termina en la letra e se vuelve tónica, y es frecuentemente usado cuando cambia de significado.

### Neerlandés
Como en el inglés, é se representa al escribir palabras extranjeras, principalmente provenientes del francés. Se usa para distinguir el artículo een que equivale a "a" y "an" en inglés y één como el número "uno". Se usa también para añadir entonaciónen palabras del mismo modo que el inglés. En neerlandés algunas personas utilizan hé como un saludo que equivale a "hey" o "hi"(hola).

### Emiliano-Romañol
En Emiliano, "é" se emplea para representar [e]. Ejemplo: récc [rek] "rico". En Romañol la misma letra se usa para representar [ei]. Por ejemplo: lédar [leidar] "ladrones".

### Inglés
En inglés, la "e" con tilde aguda tiene algunos usos, principalmente en galicismos, tales como née, résumé, fiancée, souté y coupè; y nombres como Beyoncé, Breneé, Jon Benét y Théo. Pokémon, la franquicia de medios de entretenimiento cuya propietaria es la corporación japonesa Nintendo, usa [ké] para resaltar la pronuciación adecuada del katakana.

### Francés
La letra é (pronunciada/e/) a diferencia de la é(la cual se pronuncia/ɛ/) es extensamente usado en el francés.

### Húngaro
É es la novena letra del húngaro y se representa [ei].

### Islandés
É es la séptima letra del islandés y se representa [ie].

### Irlandés
En irlandés la fada (tilde aguda) marca una vocal larga y por consiguiente é se pronuncia [ee].

### Italiano
É es una variable de E que lleva tilde aguda, lo que representa a una /e/ llevando el acento ortográfico. se usa sólo si es la última sílaba excepto en diccionarios o cuando la pronunciación puede afectar el significado de la palabra: perché (¿por qué?, porque) y pésca (pesca), al ser comparado con caffè (café) y pèsca (duranzno), que tienen una tilde grave. é también pude significar es, como en el caso del portugués

### Casubio
É es la octava letra del alfabeto casubio y representa /ee/. Se puede representar como [i] [ei] rn los dialectos locales entre Puck y Kartuzy.

### Portugués
En portugués, la é se emplea para marcar una letra tónica /é/ en palabras donde la sílaba tónica es impredecible dentro de la palabra como péssimo (pésimo). Si fuera predecible dicha ubicación, la tilde aguda no se usa. /É/é/ a diferencia de /Ê/ê/. É también pude significar "es": ela é bonita (ella es bonita).

### Español
En castellano, é es una letra acentuada que se pronuncia como [e]. El acento indica la sílaba tónica, en palabras con entonación irregular, como en "éxtasis" o "bebé".

### Gaélico escocés
"É" se usa una sola vez en el [gaélico escocés], pero fue reemplazada por "È" durante largo tiempo. Esto aún puede ser visto, pero no se usa en la ortografía convencional de dicho idioma. 

### Galés
En Galés, la entonación de la palabra cae en la penúltima sílaba, pero una forma de indicar entonación al final (vocal corta) es mediante el uso de la tilde aguda, puesto que se halla en préstamos lingüísticos: personél (personal), sigarét (cigarrillo), ymbarél (paraguas).

### Vietnamita
En vietnamita, la letra "é" indica el tono ascendente. que se combina con "ê" o con "ê".

## Unicode
En Unicode, la mayúscula É  está codificada en U+00C9 y la minúscula é está codificada en U+00E9.
| Carácter      | É                                 | É                                 | é                               | é                               |
| ------------- | --------------------------------- | --------------------------------- | ------------------------------- | ------------------------------- |
| Unicode       | LATIN CAPITAL LETTER E WITH ACUTE | LATIN CAPITAL LETTER E WITH ACUTE | LATIN SMALL LETTER E WITH ACUTE | LATIN SMALL LETTER E WITH ACUTE |
| Codificación  | decimal                           | hex                               | decimal                         | hex                             |
| Unicode       | 201                               | U+00C9                            | 233                             | U+00E9                          |
| UTF-8         | 195 137                           | C3 89                             | 195 169                         | C3 A9                           |
| Ref. numérica | &#201;                            | &#xC9;                            | &#233;                          | &#xE9;                          |
| Ref. entidad  | &Eacute;                          | &Eacute;                          | &eacute;                        | &eacute;                        |